# Euclystis nescia
Euclystis nescia är en fjärilsart som beskrevs av William Schaus 1911. Euclystis nescia ingår i släktet Euclystis och familjen nattflyn. Inga underarter finns listade i Catalogue of Life.